# Старомайково
Старома́йково — деревня в Раменском муниципальном районе Московской области. Входит в состав сельского поселения Ульянинское. Население — 34 чел. (2010).

## Название
В Бронницком уезде было две деревни Майково, в советское время они были переименованы в Новомайково и Старомайково. Название связано с некалендарным личным именем Майко.

## География
Деревня Старомайково расположена в южной части Раменского района, примерно в 30 км к югу от города Раменское. Высота над уровнем моря 137 м. В 2 км к северу от деревни протекает река Ольховка. Ближайший населённый пункт — деревня Поддубье.

## История
В 1926 году деревня входила в Степановский сельсовет Чаплыженской волости Бронницкого уезда Московской губернии.
С 1929 года — населённый пункт в составе Бронницкого района Коломенского округа Московской области. 3 июня 1959 года Бронницкий район был упразднён, деревня передана в Люберецкий район. С 1960 года в составе Раменского района.
До муниципальной реформы 2006 года деревня входила в состав Ульянинского сельского округа Раменского района.

## Население
| 1926 | 2002 | 2010 |
| ---- | ---- | ---- |
| 188  | ↘2   | ↗34  |

В 1926 году в деревне проживало 188 человек (72 мужчины, 116 женщин), насчитывалось 39 крестьянских хозяйств. По переписи 2002 года — 2 человека (2 женщины).